# Плавання на Чемпіонаті світу з водних видів спорту 2023 — змішана естафета 4x100 метрів вільним стилем
Змагання з плавання в змішаній естафеті 4x100 метрів вільним стилем на Чемпіонаті світу з водних видів спорту 2023 відбулися 29 липня 2023 року.

## Рекорди
Перед початком змагань світовий рекорд і рекорд чемпіонатів світу були такими:
| Світовий рекорд          | Австралія | 3:19.38 | Будапешт (Угорщина) | 24 червня 2022 |
| Рекорд чемпіонатів світу | Австралія | 3:19.38 | Будапешт (Угорщина) | 24 червня 2022 |

Під час змагань встановлено такі світові рекорди.
| Дата     | Дисципліна | Країна    | Час     | Рекорд |
| -------- | ---------- | --------- | ------- | ------ |
| 29 липня | Фінал      | Австралія | 3:18.83 | WR     |

## Результати

### Попередні запливи
Попередні запливи розпочалися о 11:23 за місцевим часом.
| Місце | Заплив | Доріжка | Країна                       | Плавці | Час           | Примітки      |
| ----- | ------ | ------- | ---------------------------- | --- | ------------- | ------------- |
| 1     | 5      | 4       | Австралія                    | Флінн Саутем (48.69) Джек Картрайт (47.81) Медісон Вілсон (52.98) Меґ Гарріс (52.40)                             | 3:21.88       | Q             |
| 2     | 5      | 5       | США                          | Метт Кінг (48.32) Кріс Джуліано (48.18) Олівія Смоліга (53.30) Белла Сімс (54.05)                                | 3:23.85       | Q             |
| 3     | 5      | 6       | Італія                       | Мануель Фріго (48.54) Алессандро Мірессі (47.56) Констанца Коккончеллі (54.41) Софія Моріні (53.88)              | 3:24.39       | Q             |
| 4     | 4      | 5       | Велика Британія              | Джекоб Віттл (48.84) Томас Дін (47.93) Люсі Гоуп (53.87) Фрея Андерсон (53.77)                                   | 3:24.41       | Q             |
| 5     | 4      | 4       | Канада                       | Руслан Ґазієв (48.27) Хав'єр Асеведо (48.07) Мері-Софі Гарві (54.13) Тейлор Рак (54.16)                          | 3:24.63       | Q             |
| 6     | 4      | 0       | Японія                       | Томонобу Гомі (49.65) Кацумі Накамура (48.59) Наґіса Ікемото (53.79) Юме Джінно (54.44)                          | 3:26.47       | Q             |
| 7     | 5      | 2       | Бразилія                     | Гільєрме Карібе Сантос (48.67) Феліпе Рібейро (48.95) Ана Кароліна Віейра (54.64) Стефані Балдуччіні (54.22)     | 3:26.48       | Q             |
| 8     | 3      | 4       | Німеччина                    | Петер Вар'ясі (48.93) Рафаель Мірослав (48.40) Неле Шульц (54.58) Ніна Гольт (54.87)                             | 3:26.78       | Q             |
| 9     | 4      | 2       | Китай                        | Ян Цзіньтон (49.91) Джі Юікун (49.32) Ян Цзюньсюань (54.47) У Цінфен (53.38)                                     | 3:27.08       |               |
| 10    | 5      | 3       | Франція                      | Макс Берг (49.36) Гільєрме Гут (48.74) Асся Туаті (55.09) Лісон Новачик (54.43)                                  | 3:27.62       |               |
| 11    | 4      | 3       | Швеція                       | Робін Гансон (49.46) Бйорн Селіґер (48.93) Луїс Ганссон (54.31) Софія Остедт (54.94)                             | 3:27.64       |               |
| 12    | 4      | 6       | Нідерланди                   | Кензо Сімонс (49.67) Каспар Корбо (49.28) Мілу ван Вейк (54.34) Сем ван Нунен (54.54)                            | 3:27.83       |               |
| 13    | 5      | 1       | Південна Корея               | Джі Ю Чан (49.11) Янг Джа Хон (49.17) Хур Йонг Гйон (54.43) Джон Со Еун (55.28)                                  | 3:27.99       | NR            |
| 14    | 4      | 1       | Ізраїль                      | Денис Локтєв (49.69) Мейрон Черуті (49.36) Анастасія Горбенко (54.44) Дарія Головатий (55.29)                    | 3:28.78       |               |
| 15    | 4      | 8       | Греція                       | Андреас Вазайос (49.19) Стержіос Білас (48.49) Теодора Драку (55.05) Марія-Талея Драсіду (56.23)                 | 3:28.96       |               |
| 16    | 4      | 7       | Нова Зеландія                | Камерон Грей (48.77) Картер Свіфт (49.06) Гелена Гассон (55.79) Челсі Едвардс (55.43)                            | 3:29.05       |               |
| 17    | 5      | 7       | Іспанія                      | Сержіо де Челіс (48.88) Карлес Колл (49.27) Кармен Вейлер (55.27) Айнгоа Кампабадаль (55.64)                     | 3:29.06       |               |
| 18    | 5      | 9       | ПАР                          | Клейтон Джиммі (50.04) Аймі Канні (54.58) Роланд Шуман (50.48) Бебекка Медер (55.06)                             | 3:30.16       | AF            |
| 19    | 1      | 6       | Мексика                      | Жорже Іга (48.76) Андрес Дюпонт (48.77) Афіна Менезес (56.59) Тайді Ревілак (56.65)                              | 3:30.77       |               |
| 20    | 5      | 8       | Сінгапур                     | Джонатан Тан (49.24) Міккель Лі (49.30) Цюань Тін Вень (55.65) Куаг Джінг Вен (56.70)                            | 3:30.89       |               |
| 21    | 3      | 7       | Словаччина                   | Матей Душа (49.89) Франтішек Яблчнік (50.82) Тамара Потоцька (55.04) Тереза Іван (55.66)                         | 3:31.41       |               |
| 22    | 5      | 0       | Гонконг                      | Лау Шіу Юе (52.28) Ян Хо (49.16) Камілла Чен (55.69) Хлое Чен (57.83)                                            | 3:34.96       |               |
| 23    | 2      | 0       | Аруба                        | Мікель Шройдерс (49.15) Бренслі Діркз (52.97) Елізабет Тіммер (57.77) Хлое Фарро (58.00)                         | 3:37.89       |               |
| 24    | 2      | 7       | Бермуди                      | Бенедікт Парфіт (52.54) Джек Гарві (51.94) Медді Мур (57.75) Емма Гарві (56.63)                                  | 3:38.86       |               |
| 25    | 3      | 6       | Таїланд                      | Дуліават Кевсрійонг (50.70) Тоннам Кантімол (51.27) Камончанок Кванмуанг (57.06) Дженджира Срісаард (1:00.35)    | 3:39.38       |               |
| 26    | 3      | 3       | Відсторонена федерація       | Моньйо Майна (53.08) Свалех Абубакар Таліб (54.34) Емілі Мутеті (57.78) Марія Брунлехнер (57.38)                 | 3:42.58       |               |
| 27    | 3      | 2       | Багамські Острови            | Ламар Тейлор (50.10) Даванте Кері (51.84) Ранішка Гіббс (1:02.16) Зайлі Томпсон (59.09)                          | 3:43.19       |               |
| 28    | 3      | 5       | Вірменія                     | Артур Барсегян (51.71) Ашот Чахоян (55.59) Ані Погосян (58.85) Варсенік Манучарян (58.80)                        | 3:44.95       |               |
| 29    | 2      | 2       | Антигуа і Барбуда            | Стефано Мітчелл (51.74) Джейдон Вулльєз (51.42) Б'янка Мітчелл (1:01.05) Аунджелік Ліддьє (1:01.17)              | 3:45.38       |               |
| 30    | 3      | 1       | Уганда                       | Тендо Мукалазі (52.57) Аднан Кабує (53.71) Тара Налувоза (1:02.05) Кірабо Намутебі (59.47)                       | 3:47.80       |               |
| 31    | 1      | 5       | Нігерія                      | Клінтон Опуте (52.71) Колінс Обі Ебінга (51.52) Доркас Абенг (1:02.21) Адаку Нванду (1:02.39)                    | 3:48.83       |               |
| 32    | 3      | 8       | Самоа                        | Олівія Борг (58.90) Брендон Шустер (53.51) Кая Браун (1:01.92) Кокоро Фрост (54.96)                              | 3:49.29       |               |
| 33    | 2      | 9       | Панама                       | Джанкарло Кальдерон Харпер (53.33) Емілі Сантос (1:01.94) Кароліна Сермеллі (1:04.25) Тайлер Крістіансон (53.67) | 3:53.19       |               |
| 34    | 3      | 9       | Гуам                         | Джеймс Хендрікс (53.80) Міа Лі (1:01.82) Амая Боллінджер (1:04.92) Ісраель Поппі (54.00)                         | 3:54.54       |               |
| 35    | 2      | 1       | Бахрейн                      | Алі Садек Алаві (54.62) Абдулла Халід Джамаль (54.27) Асма Лефахлер (1:01.36) Ая Бінраджаб (1:04.52)             | 3:54.77       |               |
| 36    | 3      | 0       | Ангола                       | Енріке Маскеренхас (52.76) Сальвадор Гордо (55.17) Марія Лопес Фрейтас (1:03.19) Ліа Аня Ліма (1:07.72)          | 3:58.84       |               |
| 37    | 1      | 4       | Папуа Нова Гвінея            | Натаніель Нока (57.02) Джош Тарере (56.89) Ебігейл Ай Том (1:08.45) Джорджія-Лейс Вейл (1:00.78)                 | 4:03.14       |               |
| 38    | 1      | 3       | Федеративні Штати Мікронезії | Теянна Адамс (1:06.22) Тасі Лімтіако (54.87) Кайлер Антоні Кіхлег (58.46) Кестра Кіхленг (1:04.32)               | 4:03.87       |               |
| 39    | 2      | 4       | Північні Маріанські острови  | Ісая Алексенко (52.29) Антоні Делеон (56.51) Шоко Літулумар (1:09.97) Марія Баталлонес (1:06.85)                 | 4:05.62       |               |
| 40    | 2      | 6       | Кабо-Верде                   | Джайла Пінья (59.84) Аілтон Ліма (1:00.04) Ла Троя Пінья (1:07.62) Трой Пінья (59.85)                            | 4:07.35       |               |
| 41    | 2      | 8       | Малаві                       | Філіпе Гомес (53.49) Аммара Пінто (1:11.36) Таяміка Чанганамуно (1:06.13) Мухаммад Алі Муса (1:03.45)            | 4:14.43       |               |
| 42    | 2      | 5       | Мальдіви                     | Хамна Ахмед (1:10.02) Алі Імаан (58.07) Мохамед Ріхан Шіхам (1:09.78) Мераль Аїн Латхіф (59.87)                  | 4:17.74       |               |
| 43    | 2      | 3       | Палау                        | Джіон Хосей (58.52) Тревіс Дуй Сакурай (57.70) Галія Нгерчесіуч Мікель (1:11.78) Юрі Хосей (1:09.91)             | 4:17.91       |               |
| 44    | 4      | 9       | Колумбія                     | | Did not start | Did not start |

### Фінал
Фінал відбувся о 21:45 за місцевим часом.
| Місце | Доріжка | Країна          | Плавці | Час     | Примітки |
| ----- | ------- | --------------- | --- | ------- | -------- |
| 1     | 4       | Австралія       | Джек Картрайт (48.14) Кайл Чалмерс (47.25) Шейна Джек (51.73) Моллі О'Каллаган (51.71)                       | 3:18.83 | WR       |
| 2     | 5       | США             | Джек Алексі (47.68) Метт Кінг (47.78) Еббі Вейтцейл (52.94) Кейт Дуглас (52.42)                              | 3:20.82 |          |
| 3     | 6       | Велика Британія | Метью Річардс (47.83) Данкан Скотт (47.46) Анна Гопкін (53.30) Фрея Андерсон (53.09)                         | 3:21.68 | ER       |
| 4     | 2       | Канада          | Джошуа Льєндо (48.65) Руслан Ґазієв (47.58) Меґґі Мак-Ніл (53.59) Мері-Софі Гарві (54.00)                    | 3:23.82 |          |
| 5     | 3       | Італія          | Алессандро Мірессі (47.97) Томас Чеккон (47.93) Констанца Коккончеллі (54.84) Софія Моріні (53.79)           | 3:24.53 |          |
| 6     | 1       | Бразилія        | Гільєрме Карібе Сантос (48.32) Феліпе Рібейро (48.31) Ана Кароліна Віейра (54.47) Стефані Балдуччіні (54.11) | 3:25.21 |          |
| 7     | 7       | Японія          | Томонобу Гомі (49.58) Кацумі Накамура (48.60) Наґіса Ікемото (53.67) Юме Джінно (55.11)                      | 3:26.96 |          |
| 8     | 8       | Німеччина       | Петер Вар'ясі (49.06) Рафаель Мірослав (48.73) Неле Шульц (54.65) Ніна Гольт (54.74)                         | 3:27.18 |          |